# 辛普朗鐵路

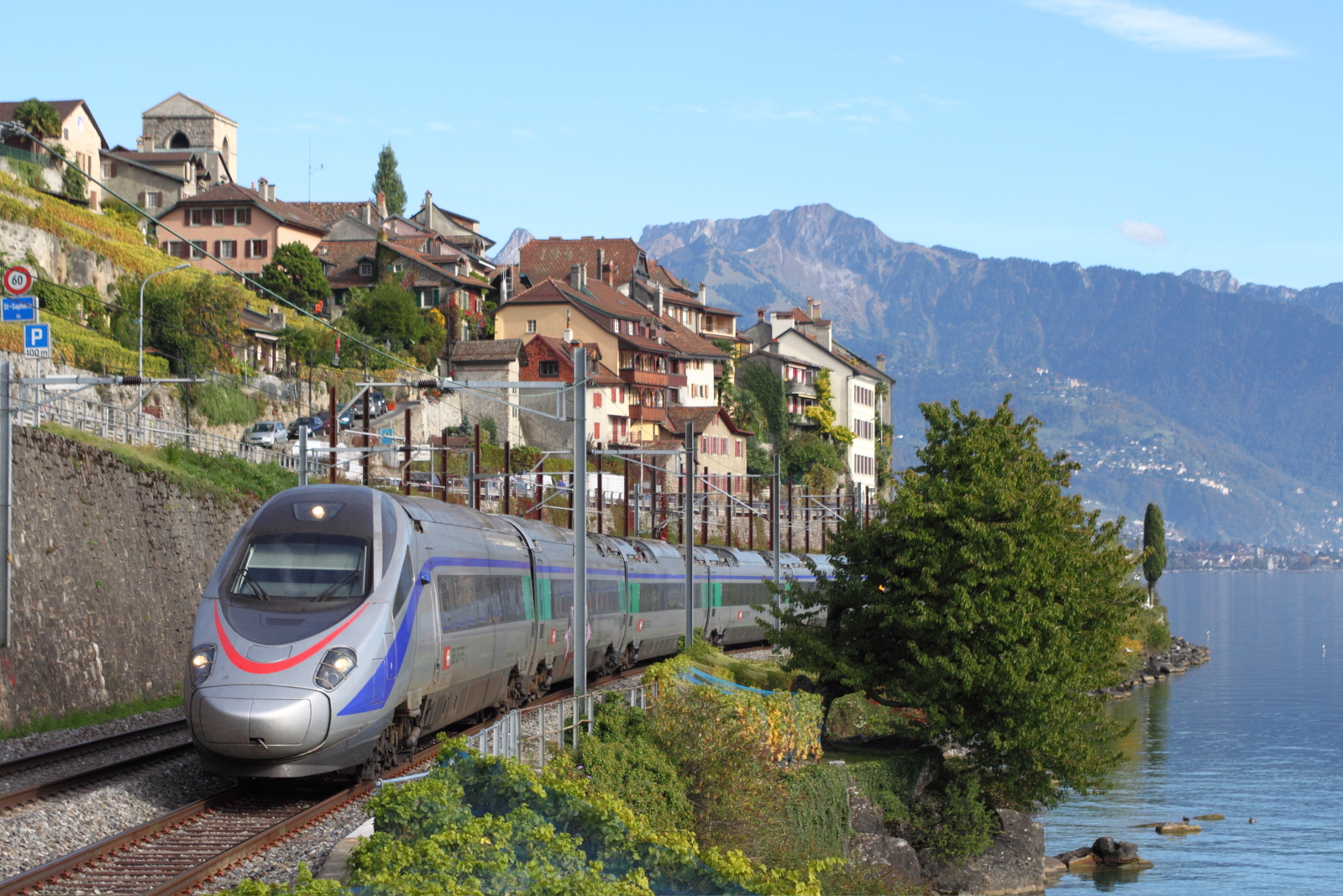
於日內瓦湖畔的路段

辛普朗鐵路，是連接瑞士洛桑與意大利多莫多索拉的鐵路，長20（12英里）的辛普朗隧道是其重要的組成部分。由洛桑到瓦洛布的路段有時亦被當作該鐵路的一部分，令它全長達232.5（144.5英里）。
它聯同勒奇山鐵路合稱为瑞士第二重要的跨阿爾卑斯山鐵路線，排名在哥達鐵路之後。
歐洲列車控制系統預計於2022年前安裝在洛桑與布里格之間。